# Tultitlán de Mariano Escobedo
Tultitlán de Mariano Escobedo är en stad i Mexiko, samt administrativ huvudort i kommunen Tultitlán i delstaten Mexiko. Tultitlán de Mariano Escobedo ligger i den centrala delen av landet och tillhör Mexico Citys storstadsområde. Staden hade 31 936 invånare vid folkräkningen 2010, och är långt ifrån att vara kommunens största stad, då Buenavista och San Pablo de las Salinas båda är betydligt större..

## Galleri

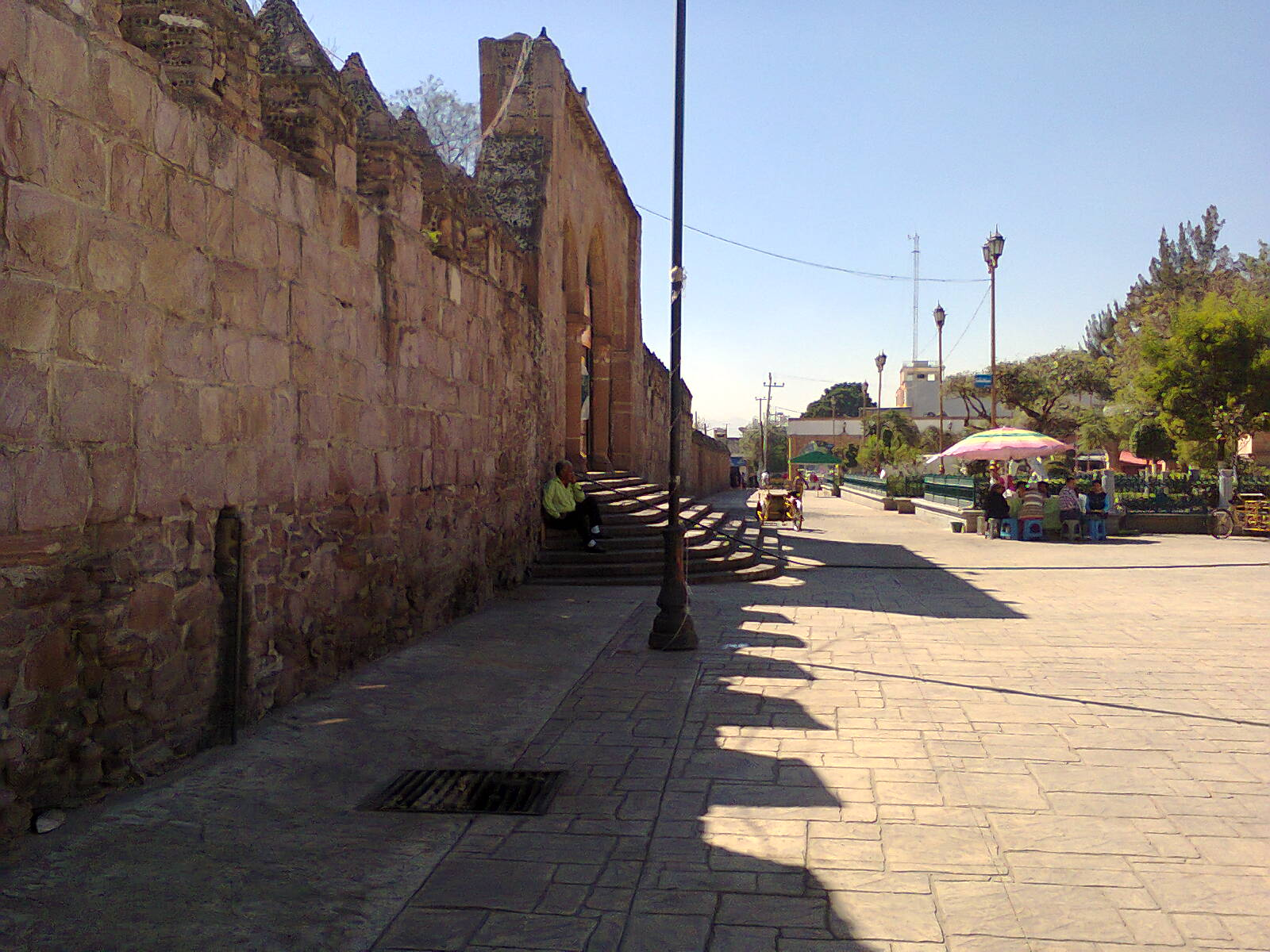
Centralt.
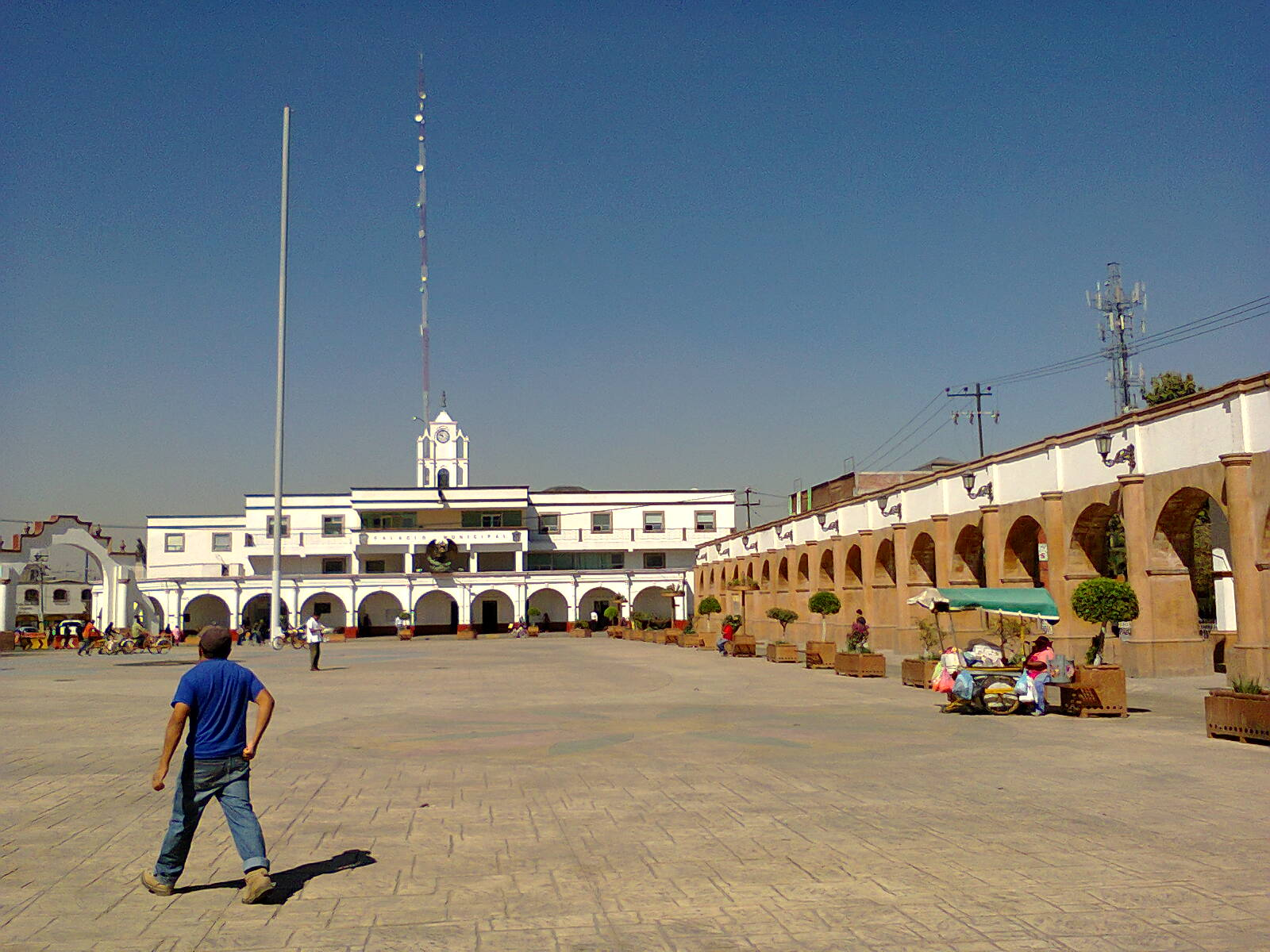
Torget Plaza Cívica, med stadshuset i bakgrunden.
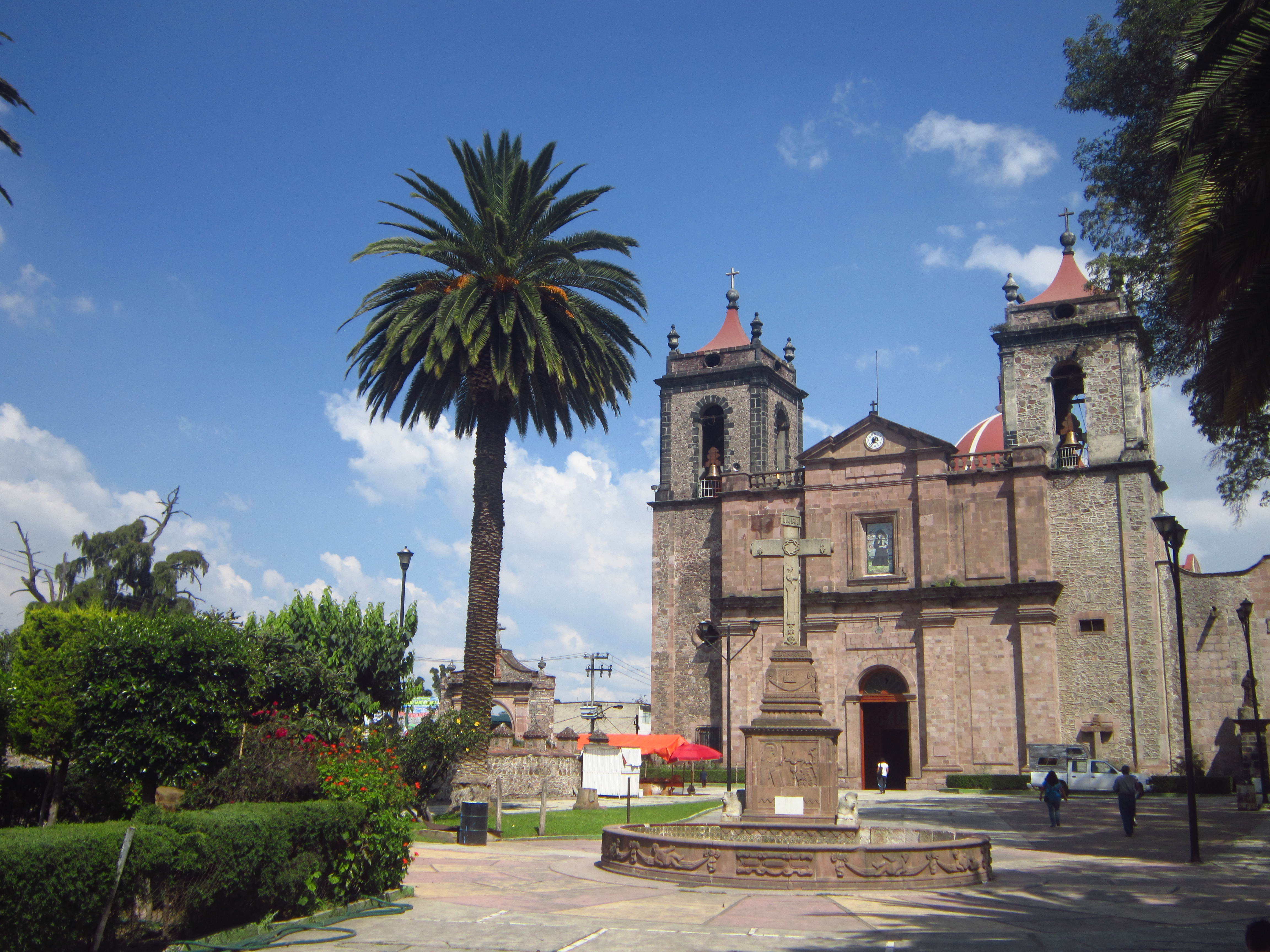
San Antonio de Padua-kyrkan.
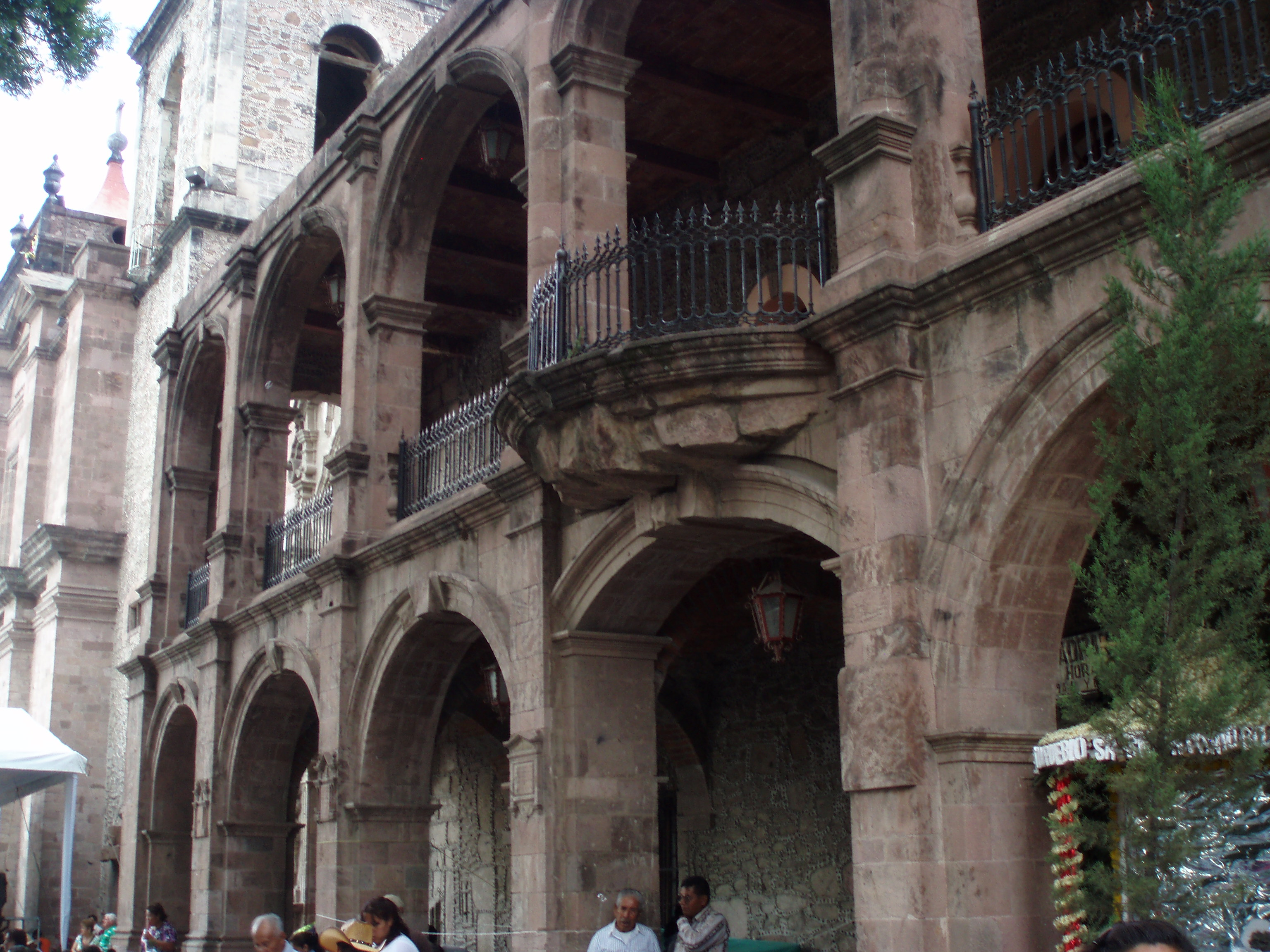
Balkong vid San Antonio de Padua-kyrkan.